# Phú Long, Châu Thành (Đồng Tháp)
Phú Long là một xã cũ thuộc huyện Châu Thành cũ, tỉnh Đồng Tháp, Việt Nam.
Xã có diện tích 20,64 km², dân số năm 1999 là 10.401 người, mật độ dân số đạt 504 người/km².